# 艾卜哈
艾卜哈（阿拉伯语：‎，ʾAbhā）是沙特阿拉伯西南部的一座城市，阿西尔省首府，2006年人口450,912人。该城位于肥沃的山区之上，邻近阿西尔国家公园，平均海拔高度为2,200米，温和的气候使艾卜哈成为沙特阿拉伯人热门的旅游目的地。